# Хохлов, Иван Сергеевич
Ива́н Серге́евич Хохло́в (28 мая 1895, д. Губино, Бронницкий уезд, Московская губерния — 11 февраля 1973, Москва) — советский государственный и партийный деятель, депутат Верховного Совета СССР. Генерал-лейтенант интендантской службы.

## Биография
- с 1906 работает ткачом;
- с 1918 по 1919 вступил в РККА, затем с 1919 по 1920 член Исполнительного комитета Ашитковского волостного Совета;
- с 1920 по 1923 работа в органах рабоче-крестьянской инспекции;
- с 1923 по 1929 в Исполнительном комитете Бронницкого, затем Богородского уездного Совета (Московская губерния);
- с 1931 по 1934 служащий в Московском областном финансовом отделе;
- с 1934 по 08.1937 председатель Исполнительного комитета Раменского районного Совета (Московская область);
- в 1937 по 1958 депутат Верховного Совета СССР, с 17 января 1938 по 31 мая 1939 заместитель Председателя Президиума Верховного Совета СССР;
- с 23.08.1937 по 09.09.1938 председатель Исполнительного комитета Московского областного Совета;
- с 09.1938 по 07.1940 председатель Президиума Центрального Союза потребительских обществ СССР и РСФСР;
- с 21.03.1939 по 14.02.1956 кандидат в члены ЦК ВКП(б) — КПСС;
- с 02.06.1940 по 23.06.1943 председатель СНК РСФСР, в связи с продолжительным отсутствием Хохлова обязанности председателя Совета народных комиссаров РСФСР с 5 мая 1942 были официально возложены на заместителя председателя Совета народных комиссаров РСФСР Константина Памфилова;
- с 10.10.1941 по 1944 член Военного совета Западного фронта, с 1943 генерал-лейтенант интендантской службы;
- с 1944 по 1945 член Военного совета 3-го Белорусского фронта;
- с 1945 по 1954 председатель Правления Центрального союза потребительских обществ СССР;
- с 1955 начальник Главного управления государственной торговой инспекции Министерства торговли СССР, затем начальник Главного управления государственной торговой инспекции Министерства торговли РСФСР.